# Choctaw County (Mississippi)
 For alternative betydninger, se Choctaw County. (Se også artikler, som begynder med Choctaw County)
Choctaw County er et county i den amerikanske delstat Mississippi. Det samlede areal er 1.087 km², hvoraf 1.085 km² er land.
Det administrative centrum er Ackerman.
33°21′N 89°15′V / 33.35°N 89.25°V